# Chrysodeixis ysignata
Chrysodeixis ysignata là một loài bướm đêm trong họ Noctuidae.